# إيرني شرودر

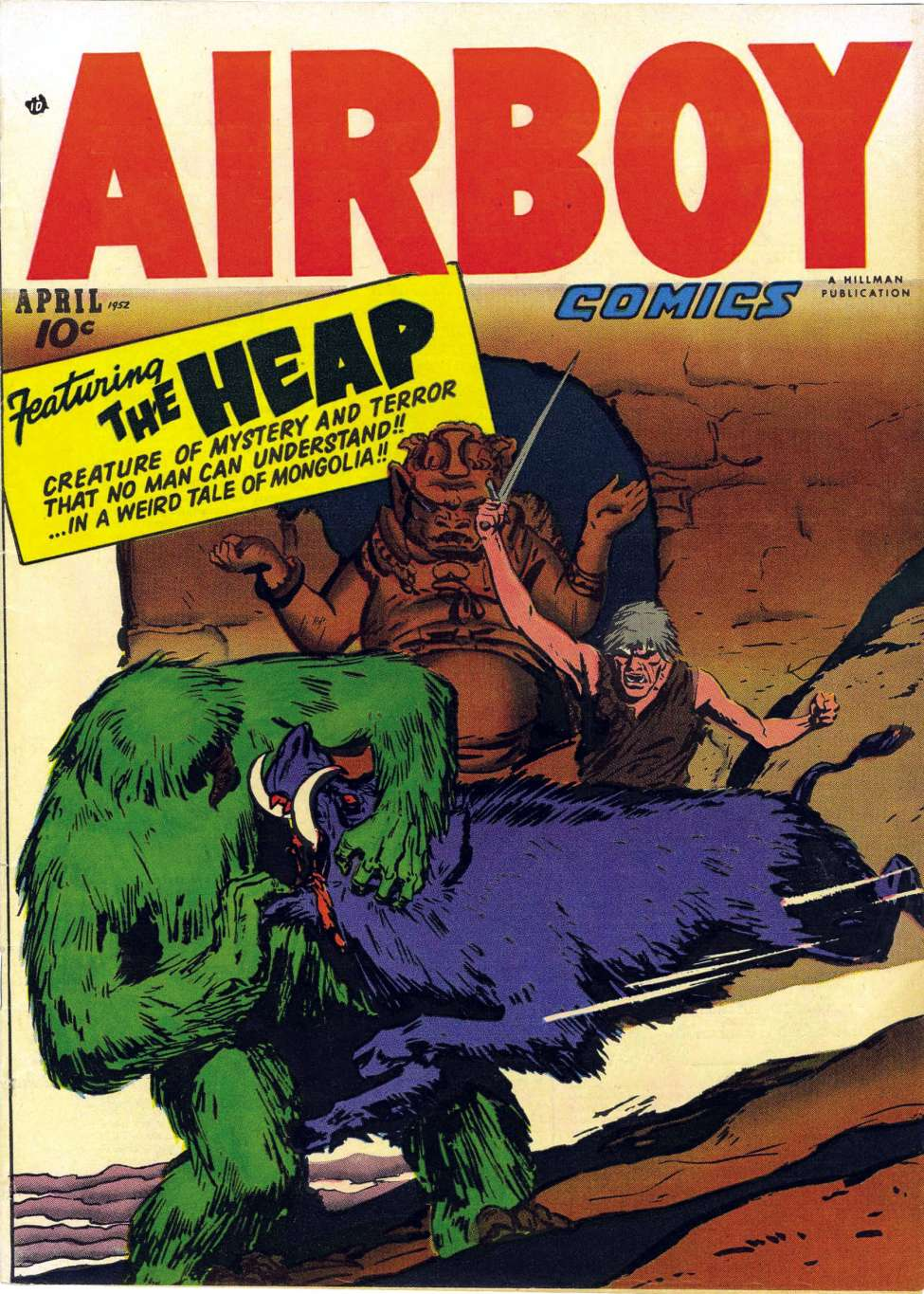
غلاف العدد الثالث من المجلد التاسع من سلسلة Air Fighters Comics، ويظهر عليه شخصيتا Airboy وThe Heap

إيرني شرودر (بالإنجليزية: Ernie Schroeder) هو فنان قصص مصورة أمريكي، ولد في 9 يناير 1916 في بروكلين في الولايات المتحدة، وتوفي في 20 سبتمبر 2006 في مقاطعة بريفارد في الولايات المتحدة.